# Tromøy
Tromøy est une île située au sud de la Norvège. Elle fait partie de la municipalité d'Arendal située dans le comté d'Agder.
L'île de Tromøy est juste située face à la ville portuaire d'Arendal avec laquelle elle est reliée, depuis 1961, au moyen d'un pont suspendu, le Tromøybroa qui mesure 400 mètres de long.
Le nom de Tromøy vient du vieux norrois Þruma qui signifie bord, frontière, rive.
Au recensement de la population de 2008, l'île de Tromøy était peuplée d'environ 6 000 habitants.
L'île culmine à 95 mètres d'altitude pour son point le plus élevé.
Depuis 2007, se tient chaque année le festival de musique heavy metal Hovefestivalen.

## Personnalités
- Signe Marie Stray Ryssdal (1924- 2019), femme politique norvégienne, est née à Tromøy.
- Le peintre et illustrateur Louis Moe est né dans cette île en 1857.